# Thüringer Theaterverband
Der Thüringer Theaterverband ist der Landesverband der freien professionellen und nichtprofessionellen Theaterszene in Thüringen mit Sitz in Rudolstadt.

## Geschichte
Der Ursprung des Thüringer Theaterverbandes liegt im Amateurtheater. Mit der Überwindung der deutschen Teilung und der damit einhergehenden Veränderungen im Osten verloren zahlreiche Amateurbühnen in Thüringen ihre Trägerschaft, Förderung und vielfach ihre Spiel- und Probeorte. Eine Initiativgruppe, der u. a. Erni Teuscher, Renate Lichnok, Lothar Geyer, Andreas Ittner und Frank Grünert angehörten, rief am 20. September 1990 in Weimar den Thüringer Amateurtheaterverband e. V. als Landesverband und Interessensvertretung ins Leben. Der Verband bestand zum Zeitpunkt der Gründung aus acht Amateurbühnen.
Von Beginn an initiiert der Landesverband nationale und internationale Gastspiele, Projekte und Festivals, veranstaltet Weiterbildungen, berät seine Mitglieder und agiert in der kulturpolitischen Interessensvertretung und Öffentlichkeitsarbeit. Unmittelbar mit seiner Gründung wurde der Landesverband Mitglied des Ostdeutschen Amateurtheaterverbandes, der kurz darauf im Bund Deutscher Amateurtheater (BDAT) aufging.
Im Jahr 2010 begann der Landesverband eine inhaltliche und strukturelle Neuausrichtung. Im Zuge einer Öffnung und der Forcierung einer bereits praktisch vollzogenen Neuorientierung ist der Landesverband seither Interessenvertreter für das Thüringer Amateurtheater und für die freie, professionelle Theaterszene in Thüringen. Am 16. Juni 2011 beschloss die Mitgliederversammlung des Verbandes eine entsprechende Satzungsänderung und die Umbenennung des Verbandes in „Thüringer Theaterverband“.
2012 lobte der Thüringer Theaterverband erstmals den Thüringer Theaterpreis – gestiftet von der Sparkassen-Kulturstiftung Hessen-Thüringen – aus. Das erste Nominierten- und Preisträgertreffen, das „Avant Art Festival“, fand im gleichen Jahr in Weimar statt. Seither wird das Festival alle zwei Jahre an wechselnden Standorten in Thüringen ausgerichtet.
Seit 2015 veranstaltet der Thüringer Theaterverband gemeinsam mit dem Bund Deutscher Amateurtheater (BDAT) das internationale Festival „Theaterwelten“ in Rudolstadt, das alle zwei Jahre internationale Aufführungen der darstellenden Künste mit Workshops und Fachkonferenzen kombiniert.

## Mitglieder
Der Thüringer Theaterverband hat mit Stand 2021 44 Mitgliedbühnen, -gruppen bzw. Mitgliedsvereine. Zu diesen direkt vertretenen Ensembles gesellen sich ca. 30 weitere Kleinensembles und Puppenspieler, die in deren Mitgliedsvereinen – der LAG Puppenspiel und der Freien Bühne Jena – organisiert sind. Insgesamt vertritt der Landesverband der Freien Theaterszene Thüringen damit weit über 2000 ehrenamtliche und über 250 professionelle Theaterschaffende in Thüringen.
| Mitglieder                                     | Sitz                          |
| 3K – Kunst, Kultur, Kommunikation e.V.         | 99974 Mühlhausen              |
| art der stadt e.V.                             | 99867 Gotha                   |
| Amateurbühne Hildburghausen e.V.               | 98646 Hildburghausen          |
| Clubtheater Weimar e.V.                        | 99423 Weimar                  |
| Die Schwammastürer Judenbach e.V.              | 96515 Judenbach               |
| Das Virus / Improvisationstheater              | 98544 Zella-Mehlis            |
| Der Weimarer Kultur-Express                    | 99425 Weimar / Taubach        |
| Deutsches Institut für Kabarett und Kleinkunst | 99423 Weimar                  |
| Die Werkstatt                                  | 07407 Rudolstadt              |
| Festival of Friends e.V.                       | 99094 Erfurt                  |
| Freie Bühne Jena e.V.                          | 07745 Jena                    |
| Greizer Theaterherbst e.V.                     | 07973 Greiz                   |
| Grabfelder Spielleut e.V.                      | 98630 Römhild                 |
| gl´anacronisti                                 | 07619 Schkölen                |
| Helmis Self Theater                            | 99090 Erfurt-Tiefthal         |
| Joel Gemeinde Suhl e.V.                        | 98527 Suhl                    |
| Junge Bühne Hildburghausen                     | 98646 Hildburghausen          |
| Künstlerhaus Thüringen e. V.                   | 06578 Kannawurf               |
| Kinder- und Jugendtheater TOHUWABOHU           | 98617 Meiningen               |
| KulturQuartier Schauspielhaus                  | 99084 Erfurt                  |
| Laienspielgruppe Eßbach                        | 07924 Eßbach                  |
| Laienspielgruppe Frauenprießnitz               | 07774 Frauenprießnitz         |
| LAG Puppenspiel Thüringen e.V.                 | 99085 Erfurt                  |
| Laienspielgruppe Fragezeichen                  | 07937 Zeulenroda-Triebes      |
| Naturtheater "Friedrich Schiller" e.V.         | 98631 Grabfeld OT Bauerbach   |
| Roland-Bühne Saalfeld e.V.                     | 07318 Saalfeld                |
| SAT-Förderverein e.V.                          | 9817 Meiningen                |
| Schotte e.V.                                   | 99084 Erfurt                  |
| stellwerk – das junge Theater Weimar           | 99423 Weimar                  |
| Südthüringer Amateurtheater e.V.               | 98617 Obermaßfeld-Grimmenthal |
| Sommertheater/Kulturbühne Meiningen            | 98617 Meiningen               |
| SOMMERKOMÖDIEERFURT gGmbH                      | 99084, Erfurt                 |
| Tälertheater Triptis e.V.                      | 07819 Triptis                 |
| Theater am Markt Eisenach e. V.                | 99817 Eisenach                |
| TEMERITAS – zufälliges Theater e. V.           | 99085 Erfurt                  |
| theater-spiel-laden Rudolstadt e.V.            | 07407 Rudolstadt              |
| Theatergruppe KlatschMond                      | 07407 Rudolstadt              |
| Theatergruppe Brudergässler Saalfeld           | 07318 Saalfeld                |
| Theatergruppe Gerstungen e.V.                  | 99834 Gerstungen              |
| Theaterhaus Jena gGmbH                         | 07745 Jena                    |
| TheaterLeiterTheater                           | 98693 Ilmenau                 |
| Theater im Palais Erfurt e.V.                  | 99084 Erfurt                  |
| Theater im Gewölbe & Thüringer Tanz-Akademie   | 99423 Weimar                  |
| Tanztheater Erfurt e. V.                       | 99084 Erfurt                  |

## Aufgaben
Der Verband ist ein Netzwerk für die freie Theaterszene in Thüringen und vereint das Amateurtheater, das freie, professionelle Theater sowie freie Theaterschaffende in einer Landesvertretung. Er ist kulturpolitischer Interessenvertreter seiner Mitglieder auf regionaler, nationaler und internationaler Ebene und pflegt Arbeitsbeziehungen zu staatlichen und gesellschaftlichen Institutionen und Organisationen mit dem Ziel, sie als Förderer und Unterstützer für alle Formen des freien Theaters zu gewinnen.
Er beteiligt sich aktiv an kulturpolitischen Prozessen und ist im steten fachlichen Austausch mit Ministerien, Politik und anderen Landes- und Bundesverbänden.
Der Thüringer Theaterverband tritt ein für die Wahrung und Entwicklung der Vielfalt theatralischer Mittel, Auffassungen, Stile und Formen, für Experimente und Versuche, für das Zusammenarbeiten mit anderen künstlerischen Formen und für die Chancengleichheit der Gruppen und Einzelschaffenden in Thüringen.
Auch veranstaltet er Weiterbildungs- und Qualifizierungsangebote für seine Mitglieder. Er ist Kooperationspartner und Ausrichter zahlreicher nationaler und internationaler Festivals und weiterer Projekte.

## Netzwerk
Der Thüringer Theaterverband wirkt kulturpolitisch im Verbund mit weiteren Kulturverbänden. Er ist u. a. Mitglied in folgenden Verbänden/Institutionen:
- Bundesverband Freier Theater
- Bund Deutscher Amateurtheater